# Ланберри
Ланберри, настоящие имя и фамилия Малгожата Усциловская (польск. Małgorzata Uściłowska; родилась 12 февраля 1987 в Вышкуве) — польская певица, автор песен и композитор. Дебютировала в 2015 году с релизом сингла «Podpalimy świat», который получил золотой статус в Польше. В 2017 году участвовала в польском национальном отборочном туре (польск. Krajowe Eliminacje 2017) с целью представить свою страну на конкурсе «Евровидение 2017» с песней «Only Human», – англоязычной версией ее сингла 2016 года «Piątek», однако в финале заняла лишь шестое место.
Ланберри одна из авторов песен «Anyone I Want to Be» (Роксана Венгель) и «Superhero» (Вики Габор). Обе конкурсные заявки принесли победу Польше на «Детском Евровидение» два года подряд (2018, 2019).

## Биография
Родилась в семье с музыкальными традициями: её отец и дедушка играли на гитаре, скрипке и фортепиано.
Окончила общеобразовательный лицей в Вышкуве, позже переехала в Варшаву.

## Дискография

### Студийные альбомы
| Название           | Информация                                                                                  |
| ------------------ | ------------------------------------------------------------------------------------------- |
| Lanberry           | - Релиз: 4 марта 2016 - Лейбл: Universal Music Polska - Формат: CD, цифровая дистрибуция    |
| MiXtura            | - Релиз: 9 октября 2018 - Лейбл: Universal Music Polska - Формат: CD, цифровая дистрибуция  |
| Co gryzie panią L? | - Релиз: 23 октября 2020 - Лейбл: Universal Music Polska - Формат: CD, цифровая дистрибуция |
| Obecna             | - Релиз: 25 ноября 2022 - Лейбл: Agora - Формат: CD, цифровая дистрибуция                   |